# براتشيوري
«البراتشيوري» (Brachyury) أو «الذيل القصير» هو بروتينٌ يُرْمَزُ له في الإنسان بالجين أو المُوَرِّثَة (T)، وتُعد «البراتشيوري» من عوامل النسخ الموجودة في مركب جينات الصندوق "T" (T-box genes)،  وقد وُجِدَ هذا البروتين في جميع الحيوانات ثنائية التناظر التي تم فحصها، كما يوجد أيضًا في شعبة اللاسعات مثل القناديل وشقائق النعمان والمرجانيات.

## معلومات تاريخية
كان أول من وصف طفرة «البراتشيوري» هي العالمة الروسية نادين دوبروفولسكايا زافاديسكايا (Nadine Dobrovolskaïa-Zavadskaïa) عام 1927م، وأوضحت أنَّ هذه الطفرة تؤثر على طول الذيل والفقرات العجزية لدى الحيوانات متباينة الزيجوت، كما أشارت أنه في الحيوانات متماثلة الزيجوت تمثل «البراتشيوري» طفرةً مُمِيْتَةً بعد حوالي عشرة أيامٍ خلال مرحلة تكون الجنين؛ ويرجع ذلك لعواملٍ عدة وهي وجود تشوهات في تكوين الأديم المتوسط وفوارق في الحبل الظهريّ وغياب الأبنية التي تلي تكون برعم الأطراف الأمامية (Dobrovolskaïa-Zavadskaïa, 1927)، ويُشْتَقُ الاسمُ الذي تم إطلاقه على هذه الطفرة من الكلمتين اليونانيتين "brakhus" وتعني «قصير» و"oura" وتعني «ذيل» أي «الذيل القصير» أو «قصير الذيل».
وفقًا لتسميات المجين في البشر والفئران، تحمل مورثة «البراتشيوري» الرمز والاسم الجيني (T)، في حين تُعد التسمية الأولى، وهي «الذيل القصير»، وصفًا له.
وقد قام العالم الألمانيّ بيرنهارد هيرمان (Bernhard Herrmann) ومجموعةٌ من زملائه باستنساخ المورثة (T) عند الفئران، وقد ثَبُتَ أنها تحتوي على شفرة عامل نسخٍ نوويٍّ جنينيٍّ لحمض أمينيّ رقم 436، وترتبط المورثة (T) بعنصرٍ محددٍ على ضفيرة الحمض النوويّ (DNA)، وهي سلسلةٌ متناوبة قريبة تتكون من المتتالية (TCACACCT) في منطقةٍ ما عند النهاية الأمينية (N-terminal) تُدْعَى صندوق (T) (T-box)، وتُعد المورثة (T) العنصر المؤسس لعائلة صندوق (T) وهي مجموعةٌ من عوامل النسخ التي تساعد في بناء القلب والأطراف، وتتكون هذه العائلة حاليًا في الثدييات من ثماني عشرة مورثة من مورثات صندوق (T).

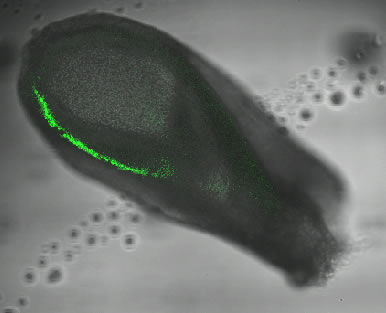
التعبير الجيني لمورثة "البراتشيوري" في أجنة الفئران تحتوي على مجموعة (CD1) بعد سبعة أيام ونصف من الجماع (7.5dpc)

## الوظيفة
يبدو أن مورثة البراتشيوري تلعب دورًا محددًا وثابتًا في تحديد خط الوسط في الكائنات ثنائية التناظر، وبالتالي فهي أيضًا تلعب دورًا في المحور الأمامي الخلفي للأطراف، وتظهر هذه الوظيفة بوضوحٍ في شعبتي الحبليات والرخويات،
كما يبدو أنَّ دورها الموروث ــ أو على الأقل الدور الذي تلعبه في اللاسعات ــ هو تكوين مَسَمُّ الأُرَيمَة في الأجنة وهو الفتحة في البويضة التي يتصل خلالها المعيّ البدائي للمعدة مع الخارج، بالإضافة إلى تكوين الأديم المتوسط خلال مرحلة تكوين المعيدة.
ويلزم نسخ الجينات لتكوين طبقة الأديم المتوسط ومن أجل تحقيق التمايز الخلويّ.

## التعبير الجينيّ
يتم التعبير عن المورثة (T) في الفئران في كتلة الخلايا الداخلية من مرحلة تكون الكيس الجنينيّ (ولكن ليس في معظم الخلايا الجذعية الجنينية عند الفئران)، ويليه مرحلة تكون التلم البدائيّ (انظر الصورة)، وفي مرحلة التطور الأخيرة تتم ترجمة التعبير إلى العقدة والحبل الظهريّ.
في الضفدع الإفريقيّ المعروف باسم القَيطَم المُوَرِّق يتم التعبير عن مورثة البراتشيوري القيطم "Xbra" (وهو النديد T في كائن القيطم والذي تمت إعادة تسميته حديثًا ليصبح t) في المنطقة الهامشية من الأديم المتوسط من مرحلة ما قبل المعيدة في تكوين الجنين، ويليه ترجمة مَسَمُّ الأُريمَة والحبل الظهري في منتصف مرحلة تكون المعيدة.
ويُعرف نديد سمكة الزيبرا باسم "ntl" أي عديم الذيل (no tail).

## السرطان
لقد تم تحديد التعبير الجيني عن مورثة «البراتشيوري» كعلامةٍ تشخيصيةٍ مؤكدة على الإصابة بالورم الحبليّ، وهو ورمٌ خبيث ينجم عن تجمع بقايا خلايا الحبل الظهري في الفقرات، وعلاوةٌ على ذلك، فإنَّ نسخ الخط الإنتاشيّ لهذه المورثة يزيد من قابلية التأثر بالورم الحبليّ بصورةٍ كبيرة، حيث تحدث ستة أورام من مجموع واحدٍ وعشرين ورمًا في المنطقة الصبغية (6q27) التي تحتوي على «البراتشيوري»، ولا يوضح أي ورمٍ من هؤلاء الواحد والعشرين بعد تحليلهم وجود أية عمليات حذفٍ كان من الممكن أنْ تؤثر على هذه المورثة.
ويتم التعبير عن «البراتشيوري» بكثرةٍ مفرطة في عددٍ من الأورام المختلفة، حيث تلعب دور الوسيط في عملية تحول خلايا اللحمة المتوسطة الظهارية وتعزز من غزو الخلايا السرطانية.

## كتابات أخرى
- Yoshikawa T, Piao Y, Zhong J, Matoba R, Carter MG, Wang Y, Goldberg I, Ko MS (2006). "High-throughput screen for genes predominantly expressed in the ICM of mouse blastocysts by whole mount in situ hybridization". Gene Expr. Patterns. ج. 6 ع. 2: 213–24. DOI:10.1016/j.modgep.2005.06.003. PMC:1850761. PMID:16325481. {{استشهاد بدورية محكمة}}: الوسيط غير المعروف |شهر= تم تجاهله يقترح استخدام |تاريخ= (مساعدة)صيانة الاستشهاد: أسماء متعددة: قائمة المؤلفين (link)
- Vujovic S, Henderson S, Presneau N, Odell E, Jacques TS, Tirabosco R, Boshoff C, Flanagan AM (2006). "Brachyury, a crucial regulator of notochordal development, is a novel biomarker for chordomas". J. Pathol. ج. 209 ع. 2: 157–65. DOI:10.1002/path.1969. PMID:16538613. {{استشهاد بدورية محكمة}}: الوسيط غير المعروف |شهر= تم تجاهله يقترح استخدام |تاريخ= (مساعدة)صيانة الاستشهاد: أسماء متعددة: قائمة المؤلفين (link)

## وصلات خارجية
- Mouse Genome Informatics entry for T
- European Bioinformatics Institute InterPro entry for Brachyury
- Information Hyperlinked Over Proteins entry for Brachyury نسخة محفوظة 3 مارس 2007 على موقع واي باك مشين.
- Xenbase Gene entry for t نسخة محفوظة 6 يوليو 2011 على موقع واي باك مشين.